# Zeroviella
Zeroviella is een geslacht van korstmossen behorend tot de familie Teloschistaceae. De typesoort is Zeroviella papillifera.

## Geslachten
Volgens Index Fungorum telt het geslacht acht soorten (peildatum november 2021):
| Soortnaam                | Auteur(s)                             | Publicatiejaar |
| ------------------------ | ------------------------------------- | -------------- |
| Zeroviella coreana       | (S.Y. Kondr. & Hur) S.Y. Kondr. & Hur | 2015           |
| Zeroviella digitata      | (S.Y. Kondr.) S.Y. Kondr. & Hur       | 2015           |
| Zeroviella domogledensis | (Vězda) S.Y. Kondr. & Hur             | 2015           |
| Zeroviella esfahanensis  | S.Y. Kondr., Zarei-Darki & Hur        | 2015           |
| Zeroviella laxa          | (Müll. Arg.) S.Y. Kondr. & Hur        | 2015           |
| Zeroviella mandschurica  | (Zahlbr.) S.Y. Kondr. & Hur           | 2015           |
| Zeroviella papillifera   | (Vain.) S.Y. Kondr. & Hur             | 2015           |
| Zeroviella ussurica      | (S.Y. Kondr. & Hur) S.Y. Kondr. & Hur | 2015           |